# Jiří Henisch
Jiří Henisch (24. dubna 1549, Bardejov – 31. května 1618, Augsburg, Německo) byl německý lékař, humanistický vzdělanec a polyhistor slovenského původu.
Narodil se v Bardejově, jeho rodina se pravděpodobně přestěhovala ze Saska do maďarského království. Po studiích na západoevropských univerzitách (Wittenberg, Lipsko, Basilej) byl začas členem lékařského kolegia a děkanem univerzity v Basileji, pak se usadil v Augsburgu, kde působil jako lékař, gymnaziální učitel, resp. ředitel a inspektor městské knihovny. Byl autorem celé řady lékařských, mezi nimi i průkopnických děl, ale i geografických, astronomických a dalších přírodovědných prací. Vydal i jednu elementární aritmetickou příručku-násobilku (1605) a poměrně rozsáhlou, 400 stránkovou učebnici aritmetiky (1609). Zemřel 31. května 1618 v Augsburgu.
Henisch je považován jako jeden z posledních představitelů humanismu a připravil základy pro vědy. Je autorem více než třiceti publikací, včetně překladů.
Je po něm pojmenována Spojená škola Jiřího Henischa v Bardejově, která se skládá ze dvou organizačních složek: gymnázia a střední odborné školy polytechické.